# 普羅比日納
49°1′14″N 25°59′19″E / 49.02056°N 25.98861°E
普羅比日納（烏克蘭語：Пробіжна）是位於烏克蘭西部泰爾諾皮爾州裏喬爾特基夫區的村莊，始建於1939年，面積5.19平方公里，2014年人口1,768，人口密度每平方公里376.9人。